# Distichophyllum eremitae
Distichophyllum eremitae är en bladmossart som beskrevs av Jean Édouard Gabriel Narcisse Paris 1896. Distichophyllum eremitae ingår i släktet Distichophyllum och familjen Hookeriaceae. Inga underarter finns listade i Catalogue of Life.